# Константин Кавафи
Константин Кавафи (грч. Κωνσταντίνος Π. Καβάφης; Александрија, 29. април 1863 — Александрија, 29. април 1933) био је грчки песник који је живео у Александрији и радио као новинар и државни службеник. Објавио је 154 песме; још десетине су остале недовршене или у облику скице. Своје најважније песме написао је после четрдесетог рођендана. Његово дело, како је рекао један преводилац, „држи историјско и еротско у једном загрљају.“
Кавафијев пријатељ Е. М. Форстер, романописац и књижевни критичар, представио је његове песме свету енглеског говорног подручја 1923. године, славно га описујући као „грчког господина у сламнатом шеширу, који стоји апсолутно непомично под благим углом у односу на универзум“. Кавафијев свесно индивидуални стил донео му је место међу најважнијим личностима не само у грчкој поезији, већ и у западној поезији у целини.

## Биографија
Кавафи је рођен 1863. у грчкој породици у Александрији, и крштен је у православној цркви. Отац му је био успешни трговац који се бавио увозом и извозом робе, а као младић је живео у Енглеској, захваљујући чему је имао британско држављанство. Након очеве смрти 1870, Кавафи је са породицом једно време живео у Ливерпулу у Енглеској. Због финансијских проблема који су били узроковани економским статусом државе, 1877. су се вратили у Александрију.
Када је 1882. Александрију захватио талас превирања, породица Кавафи је била приморана да се изнова, мада привремено, пресели, овога пута у Цариград. Управо те године у Александрији је, као најава англо-египатског рата, избила побуна против англо-француске управе у Египту. У бомбардовању Александрије које је убрзо уследило, породични стан Кавафијевих је изгорео. 
Три године касније, 1885, Кавафи се вратио у Александрију, где ће остати до краја свог живота. Најпре је радио као новинар да би затим добио посао у египатском Министарству јавних послова које је било под британским патронатом (Египат је био под британским протекторатом све до 1926. године). На том радном месту се задржао тридесет година. Своје песме је објављивао у периоду од 1891. до 1904, и то само за блиске пријатеље. Већина похвала које је добијао стизала је од стране припадника грчке заједнице који су живели у Александрији. Тек 1903. књижевни кругови Грчке чули су за Кавафија захваљујући позитивној критици који је написао Грегориос Ксенопулос. Међутим, није привукао велику пажњу пошто му се стил писања значајно разликовао од стила важних грчких песника тог времена. Тек пуне две деценије касније, након грчког пораза у грчко-турском рату, нова генерација скоро нихилистичких песника попут Кариотакиса наћи ће инспирацију у Кавафијевој поезији. 
Е. М. Форстер га је лично познавао и написао је о њему мемоаре, садржане у његовој књизи Александрија. Форстер, Арнолд Џ. Тојнби и Т. С. Елиот били су међу најранијим промотерима Кавафија на енглеском говорном подручју пре Другог светског рата. Године 1966, Дејвид Хокни је направио серију графика да би илустровао избор Кавафијевих песама, укључујући У досадном селу.

### Томови са преводима Кавафијеве поезије на енглески
- Poems by C. P. Cavafy, translated by John Mavrogordato (London: Chatto & Windus, 1978, first edition in 1951)
- The Complete Poems of Cavafy, translated by Rae Dalven, introduction by W. H. Auden (New York: Harcourt, Brace & World, 1961)
- The Greek Poems of C.P. Cavafy As Translated by Memas Kolaitis, two volumes (New York: Aristide D. Caratzas, Publisher, 1989)
- Complete Poems by C P Cavafy, translated by Daniel Mendelsohn, (Harper Press, 2013)
- Passions and Ancient Days - 21 New Poems, Selected and translated by Edmund Keeley and George Savidis (London: The Hogarth Press, 1972)
- Poems by Constantine Cavafy, translated by George Khairallah (Beirut: privately printed, 1979)
- C. P. Cavafy, Collected Poems, translated by Edmund Keeley and Philip Sherrard, edited by George Savidis, Revised edition (Princeton, NJ: Princeton University Press, 1992)
- Selected Poems of C. P. Cavafy, translated by Desmond O'Grady (Dublin: Dedalus, 1998)
- Before Time Could Change Them: The Complete Poems of Constantine P. Cavafy, translated by Theoharis C. Theoharis, foreword by Gore Vidal (New York: Harcourt, 2001)
- Poems by C. P. Cavafy, translated by J.C. Cavafy (Athens: Ikaros, 2003)
- I've Gazed So Much by C. P. Cavafy, translated by George Economou (London: Stop Press, 2003)
- C. P. Cavafy, The Canon, translated by Stratis Haviaras, foreword by Seamus Heaney (Athens: Hermes Publishing, 2004)
- The Collected Poems. Oxford University Press. 2007. ISBN 9608762707. Текст „location” игнорисан (помоћ); Текст „Oxford” игнорисан (помоћ), translated by Evangelos Sachperoglou, edited by Anthony Hirst and with an introduction by Peter Mackridge.
- The Collected Poems of C. P. Cavafy: A New Translation, translated by Aliki Barnstone, Introduction by Gerald Stern (New York: W.W. Norton, 2007)
- C. P. Cavafy, Selected Poems, translated with an introduction by Avi Sharon (Harmondsworth: Penguin, 2008)
- Cavafy: 166 Poems. Axios Press. 2008. ISBN 1604190051., translated by Alan L Boegehold.
- C. P. Cavafy, Collected Poems, translated by Daniel Mendelsohn (New York: Alfred A. Knopf, 2009)
- C. P. Cavafy, Poems: The Canon, translated by John Chioles, edited by Dimitrios Yatromanolakis (Cambridge, Massachusetts: Harvard Early Modern and Modern Greek Library,  9780674053267, 2011)
- "C.P. Cavafy, Selected Poems", translated by David Connolly, Aiora Press, Athens 2013
- Clearing the Ground: C.P. Cavafy, Poetry and Prose, 1902-1911, translations and essay by Martin McKinsey (Chapel Hill: Laertes, 2015)

Translations of Cavafy's poems are also included in
- Lawrence Durrell, Justine (London, UK: Faber & Faber, 1957)
- Modern Greek Poetry, edited by Kimon Friar (New York: Simon and Schuster, 1973)
- Memas Kolaitis, Cavafy as I knew him (Santa Barbara, CA: Kolaitis Dictionaries, 1980)
- James Merrill, Collected Poems (New York: Alfred A. Knopf, 2002)
- David Ferry, Bewilderment (Chicago: University of Chicago Press, 2012)
- Don Paterson, Landing Light (London, UK: Faber & Faber, 2003)
- Derek Mahon, Adaptations (Loughcrew, Ireland: The Gallery Press, 2006)
- A.E. Stallings, Hapax (Evanston, Illinois: Triquarterly Books, 2006)
- Don Paterson, Rain (London, UK: Faber & Faber, 2009)
- John Ash, In the Wake of the Day (Manchester, UK: Carcanet Press, 2010)
- David Harsent, Night (London, UK: Faber & Faber, 2011)
- Selected Prose Works, C.P. Cavafy, edited and translated by Peter Jeffreys (Ann Arbor: University of Michigan Press, 2010)

### Други радови
- Panagiotis Roilos, C. P. Cavafy: The Economics of Metonymy, Urbana: University of Illinois Press, 2009.
- Panagiotis Roilos (ed.), Imagination and Logos: Essays on C. P. Cavafy. 2010. ISBN 9780674053397., Cambridge, Massachusetts, Harvard University Press. .
- Robert Liddell, Cavafy: A Critical Biography (London: Duckworth, 1974). A widely acclaimed biography of Cavafy. This biography has also been translated in Greek (Ikaros, 1980) and Spanish (Ediciones Paidos Iberica, 2004).
- P. Bien, Constantine Cavafy (1964)
- Edmund Keeley, Cavafy's Alexandria (Princeton, NJ: Princeton University Press, 1995). An extensive analysis of Cavafy's works.
- Michael Haag, Alexandria: City of Memory (New Haven, CT: Yale University Press, 2005). Provides a portrait of the city during the first half of the 20th century and a biographical account of Cavafy and his influence on E.M. Forster and Lawrence Durrell.
- Michael Haag, Vintage Alexandria: Photographs of the City 1860-1960 (New York and Cairo: The American University in Cairo Press, 2008). A photographic record of the cosmopolitan city as it was known to Cavafy. It includes photographs of Cavafy, E M Forster, Lawrence Durrell, and people they knew in Alexandria.
- Martin McKinsey, Hellenism and the Postcolonial Imagination: Yeats, Cavafy, Walcott (Madison, NJ: Fairleigh Dickinson University Press, 2010). First book to approach Cavafy's work from a postcolonial perspective.

### Филмографија
- Cavafy, a biographical film was directed by Iannis Smaragdis in 1996 with music by Vangelis. A literary form of the script of the film was also published in book form by Smaragdis.

### Друге референце
- C. P. Cavafy appears as a character in the Alexandria Quartet of Lawrence Durrell.
- The Weddings Parties Anything song 'The Afternoon Sun' is based on the Cavafy poem of the same title.
- The American poet Mark Doty's book My Alexandria uses the place and imagery of Cavafy to create a comparable contemporary landscape.
- The Canadian poet and singer-songwriter Leonard Cohen transformed Cavafy's poem "The God Abandons Antony", based on Mark Antony's loss of the city of Alexandria and his empire, into "Alexandra Leaving", a song around lost love.[8]
- Scottish songwriter Donovan featured one of Cavafy's poems in his 1970 film There is an Ocean.
- The Nobel Prize-winning Turkish novelist Orhan Pamuk, in an extended essay published in the "New York Times", writes about how Cavafy's poetry, particularly his poem "The City," has changed the way Pamuk looks at, and thinks about, the city of Istanbul, a city that remains central to Pamuk's own writing.[9]
- Frank H. T. Rhodes' last commencement speech given at Cornell University in 1995 was based on Cavafy's poem "Ithaca".[10]
- Greek director Stelios Haralambopoulos's documentary The Night Fernando Pessoa Met Constantine Cavafy imagined Cavafy met with Portuguese poet Fernando Pessoa on a transatlantic ocean liner.[11]